# Associazione nazionale italiana traduttori interpreti
L'Associazione Nazionale Italiana Traduttori Interpreti, in acronimo ANITI, nasce come SNITI (Sindacato Nazionale Italiano Traduttori Interpreti) il 27 aprile 1956. In data 1º gennaio 1958 cambia la sua denominazione in ANIT-SNITI (Associazione Nazionale Italiana Traduttori – Sindacato Nazionale Italiano Traduttori Interpreti) e, infine, il 9 aprile 1978 assume l'attuale denominazione. La sede sociale è a Milano in Viale V. Lancetti 4.

## Scopo
ANITI si è sempre attivata per ottenere una regolamentazione legislativa dell’attività professionale del traduttore e dell'interprete e per valorizzare la professionalità dei propri soci. Opera per definire rapporti chiari e paritetici fra traduttori/interpreti professionisti e le agenzie di settore, per ottenere una corretta e omogenea regolamentazione dell’attività e il riconoscimento di un equo compenso dei traduttori e degli interpreti presso i tribunali, le sedi istituzionali e i committenti privati.

## Attività istituzionali
ANITI è un’associazione altamente qualificata a livello ministeriale ed è riconosciuta:
- dal  Ministero dello Sviluppo Economico (archiviato dall'url originale il 25 febbraio 2017) quale associazione qualificata al rilascio dell’attestato di qualità dei servizi dei propri associati;
- dal  C.N.E.L. (archiviato dall'url originale il 24 febbraio 2017) fra le Associazioni professionali rappresentative della categoria;
- tra le associazioni professionali riconosciute dal  Ministero di Grazia e Giustizia (PDF) (archiviato dall'url originale il 1º marzo 2014) in possesso dei requisiti richiesti per poter essere consultate in sede di elaborazione di proposte in materia di piattaforma comuni; e
- è membro del  Co.L.A.P. (Coordinamento Libere Associazioni Professionali), della Consulta delle Professioni della Regione Lombardia, della Consulta delle Professioni della CGIL e, ultimo ma non per importanza, è socio UNI, col quale ANITI ha collaborato attivamente, partecipando al gruppo di lavoro per la definizione della norma  UNI 11591 riguardante i traduttori e gli interpreti.

## Professionalità dei soci
I soci ANITI sono qualificati, competenti ed esperti professionisti della traduzione e dell’interpretariato nelle rispettive specializzazioni.
ANITI accoglie tra le proprie file giovani che si impegnano nel programma di praticantato, concedendo un anno di iscrizione gratuita agli studenti del quinto anno delle facoltà di lingue e ai neolaureati che si indirizzino verso la libera professione di traduttore e/o interprete.
Le richieste di iscrizione degli aspiranti soci vengono valutate trimestralmente dal Consiglio Direttivo, che ne vaglia l’ammissibilità esclusivamente sulla base della documentazione sottoposta e delle competenze ed esperienze maturate, senza sottoporre i candidati ad esami di sorta.
Con la  Legge 4/2013 (archiviato dall'url originale il 25 febbraio 2017), alcune associazioni professionali possono essere abilitate a rilasciare ai propri iscritti un’attestazione che certifichi l’iscrizione del professionista: ad ANITI è stata riconosciuta tale facoltà. L’attestazione costituisce un’importante qualifica professionale ed è richiesta, ad esempio, per l’iscrizione all’elenco dei consulenti tecnici di alcuni tribunali.
Inoltre, l’iscrizione ad ANITI abilita i traduttori (ancorché non iscritti all’Albo dei CTU) ad asseverare le proprie traduzioni dinanzi ai  Tribunali (PDF) (archiviato dall'url originale il 26 marzo 2017) che abbiano emesso un provvedimento in tal senso.

## Struttura
ANITI fa capo a un Consiglio Direttivo formato da cinque Consiglieri, con mandato biennale, tra i quali viene eletto il Presidente. Accanto al Consiglio Direttivo opera il Collegio dei Probi Viri, composto da tre membri, che svolge funzione consultiva e sovrintende al rispetto dello Statuto, del Codice di Condotta e del Regolamento Associativo; viene inoltre interpellato in caso di controversie riguardanti l’Associazione e i suoi iscritti. Ai sensi della Legge 4/2013 sulla normazione delle professioni non regolamentate, è stato nominato un Comitato Tecnico Scientifico, che sovrintende alla selezione dei corsi e alla formazione dei soci.